# 정민호 (법조인)
정민호(鄭民浩, JEONG MIN HO) (1972년 ~)은  대한민국의 법조인이다. 지금은 법무법인 태승의 변호사로 활동하고 있다.

## 경력
- 법무법인 태승 (변호사)